# تپه تازه قلعه
تپه تازه قلعه مربوط به دوره اشکانیان - دوره ساسانیان است و در شهرستان پیرانشهر، بخش مرکزی، دهستان منگور غربی، روستای تازه قلعه واقع شده و این اثر در تاریخ ۲۵ آبان ۱۳۸۷ با شمارهٔ ثبت ۲۳۵۵۵ به‌عنوان یکی از آثار ملی ایران به ثبت رسیده است.